# Römischer Tempel (Vernègues)

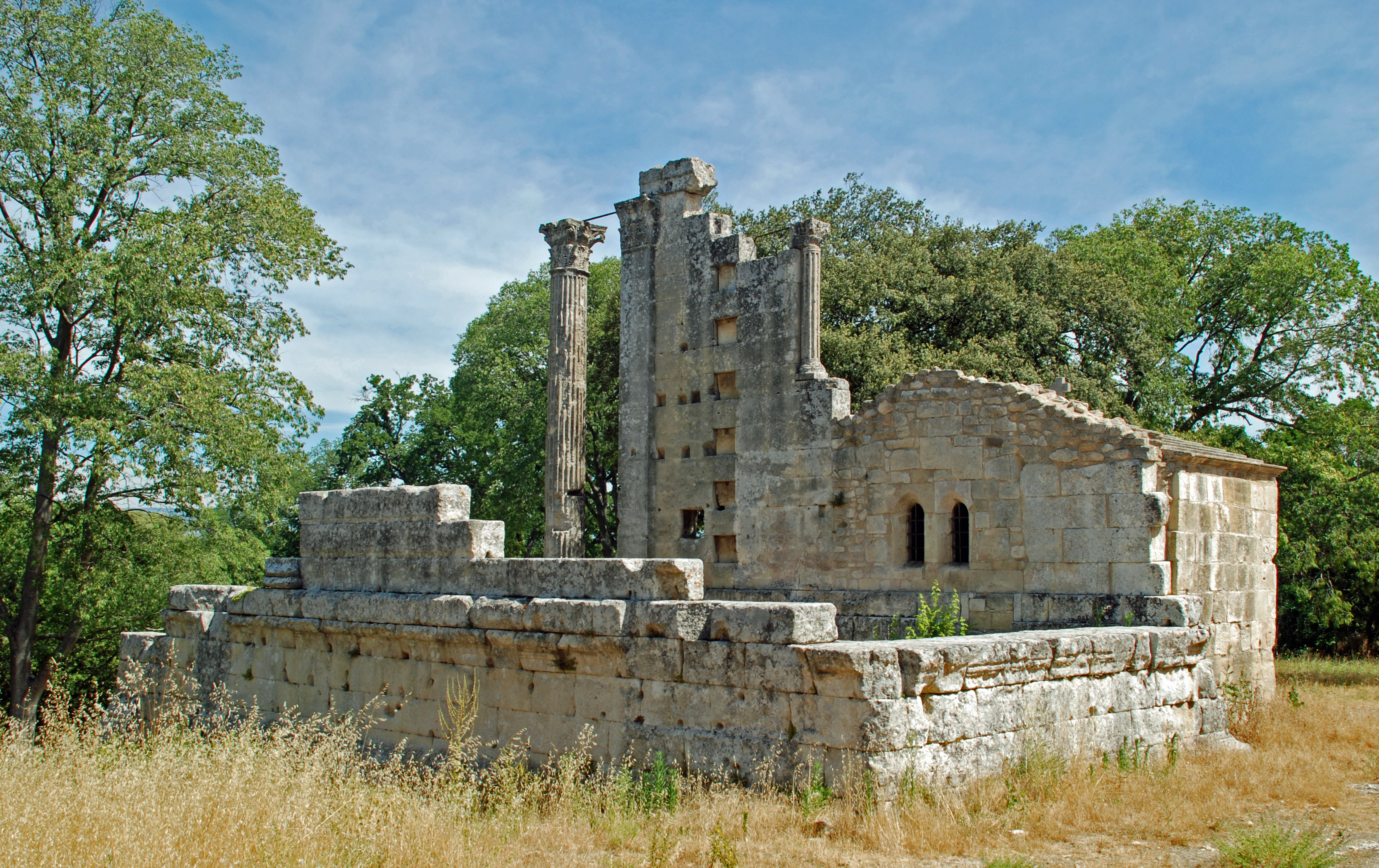
Tempel und Kapelle in Vernègues

Der Römische Tempel in Vernègues, einer französischen Gemeinde im Département Bouches-du-Rhône in der Region Provence-Alpes-Côte d’Azur, wurde in der zweiten Hälfte des 1. Jahrhunderts v. Chr. errichtet. Der Tempel ist seit 1840 ein geschütztes Baudenkmal, ein Monument historique.

## Lage und Beschreibung
Der römische Tempel befindet sich auf dem Château-Bas genannten Weingut an der Landstraße zwischen Vernègues und Cazan.
Die Reste der aufgehenden Architektur des kleinen, korinthischen Podiumstempels, der auf einem am Hang liegenden Unterbau steht, bestehen aus einer hohen Säule mit zwanzig Kanneluren, die sich auf einer plinthenlosen attischen Basis erhebt. Sie trägt ein korinthisches Kapitell mit Blattkränzen aus Akanthus. Das Kapitell folgt mit seiner dreieckigen Ösenbildung der Blattspitzen ganz der Formgebung spätrepublikanischer Zeit. Der Architrav besaß drei Faszien, was als Hinweis auf eine erst augusteische Zeitstellung des Tempels gewertet werden kann. Die Antenkapitelle des Tempels, der einer prostylen Grundrissdisposition folgte, waren ebenfalls korinthischer Ordnung.
In romanischer Zeit baute man die kleine Kapelle Saint-Cézaire de Château-Bas an die östliche Mauer des Tempels an. Dabei wurden Steine des Tempels als Spolien wiederverwendet.

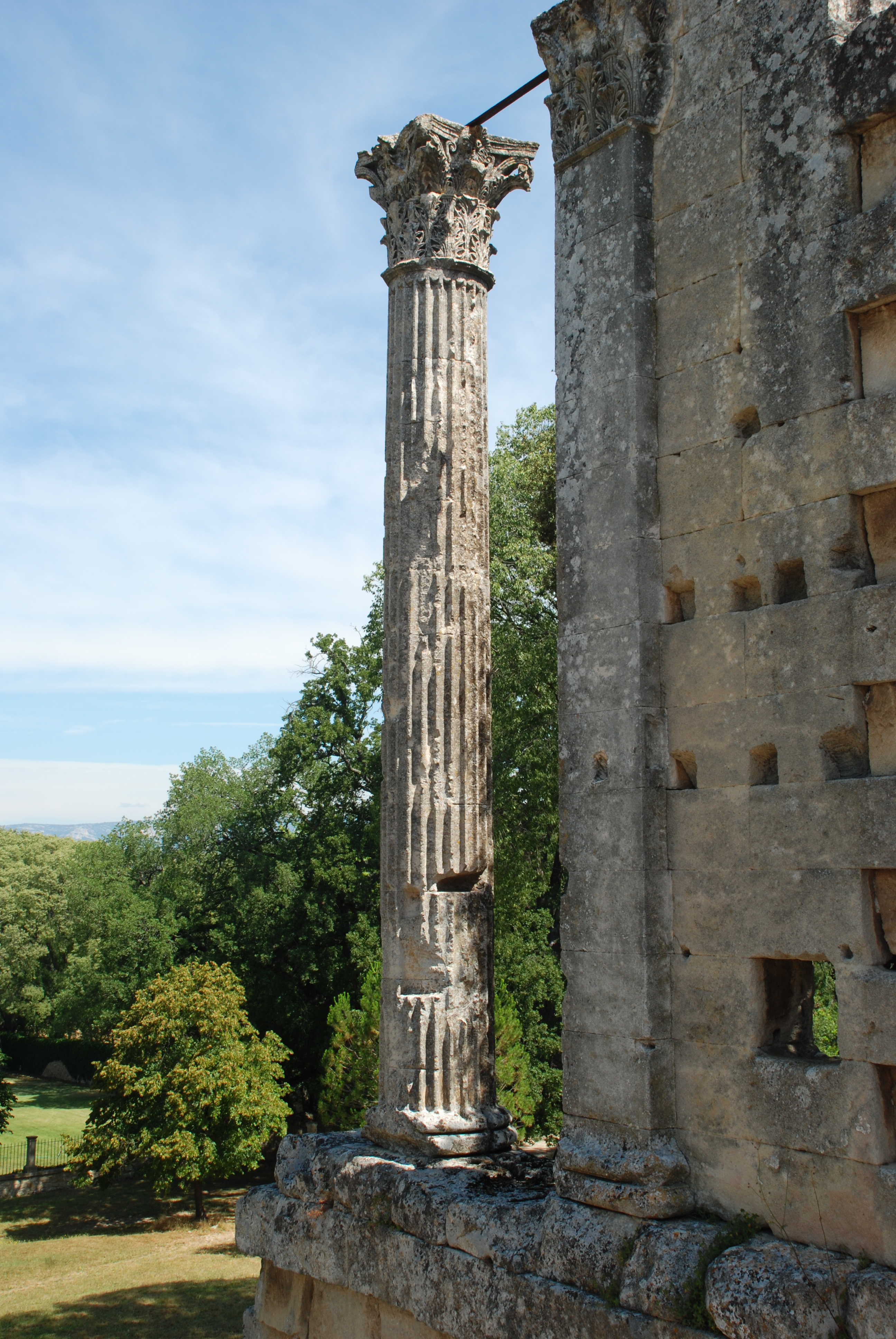
Säule und Antenpilaster
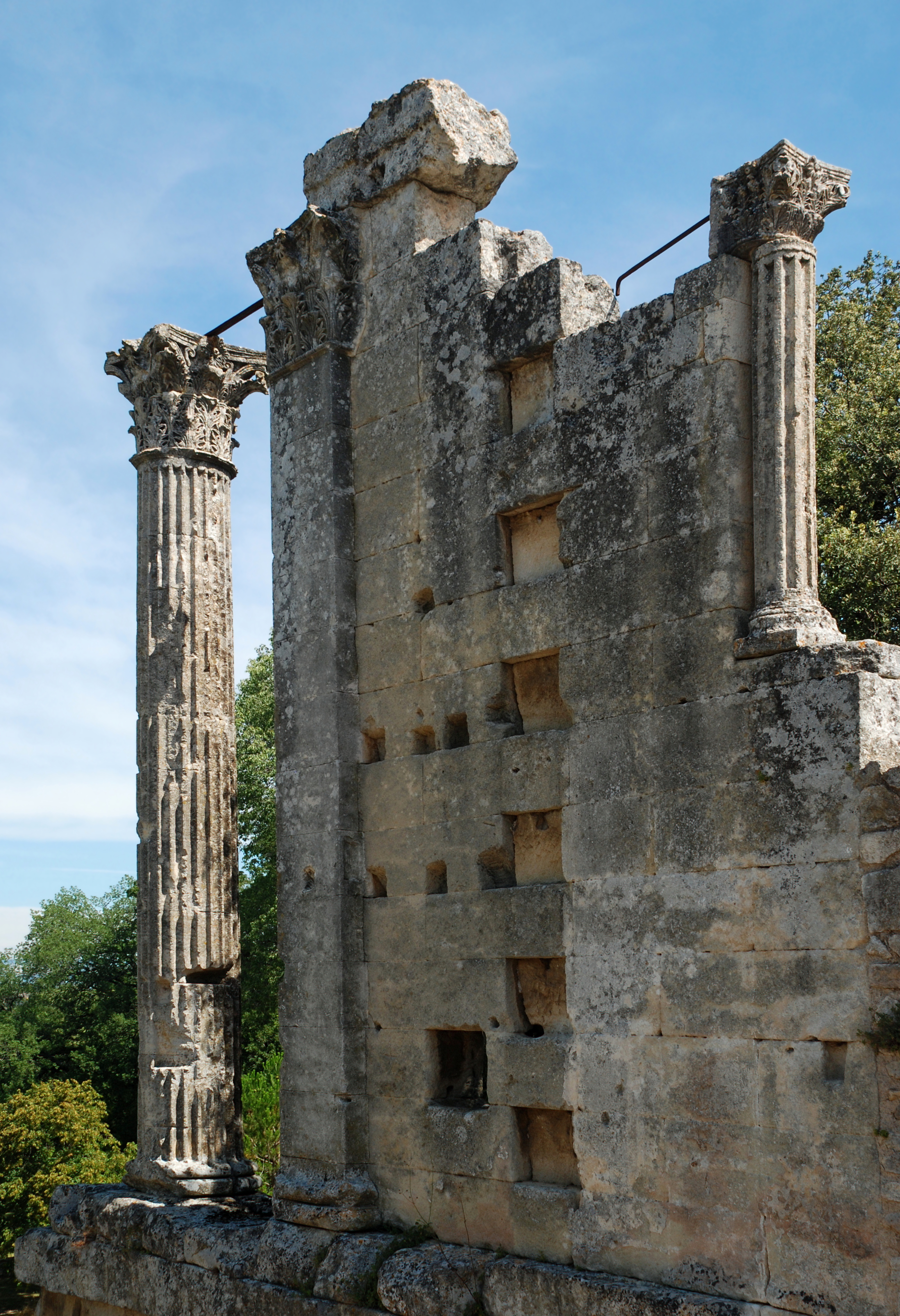
Ostwand von innen
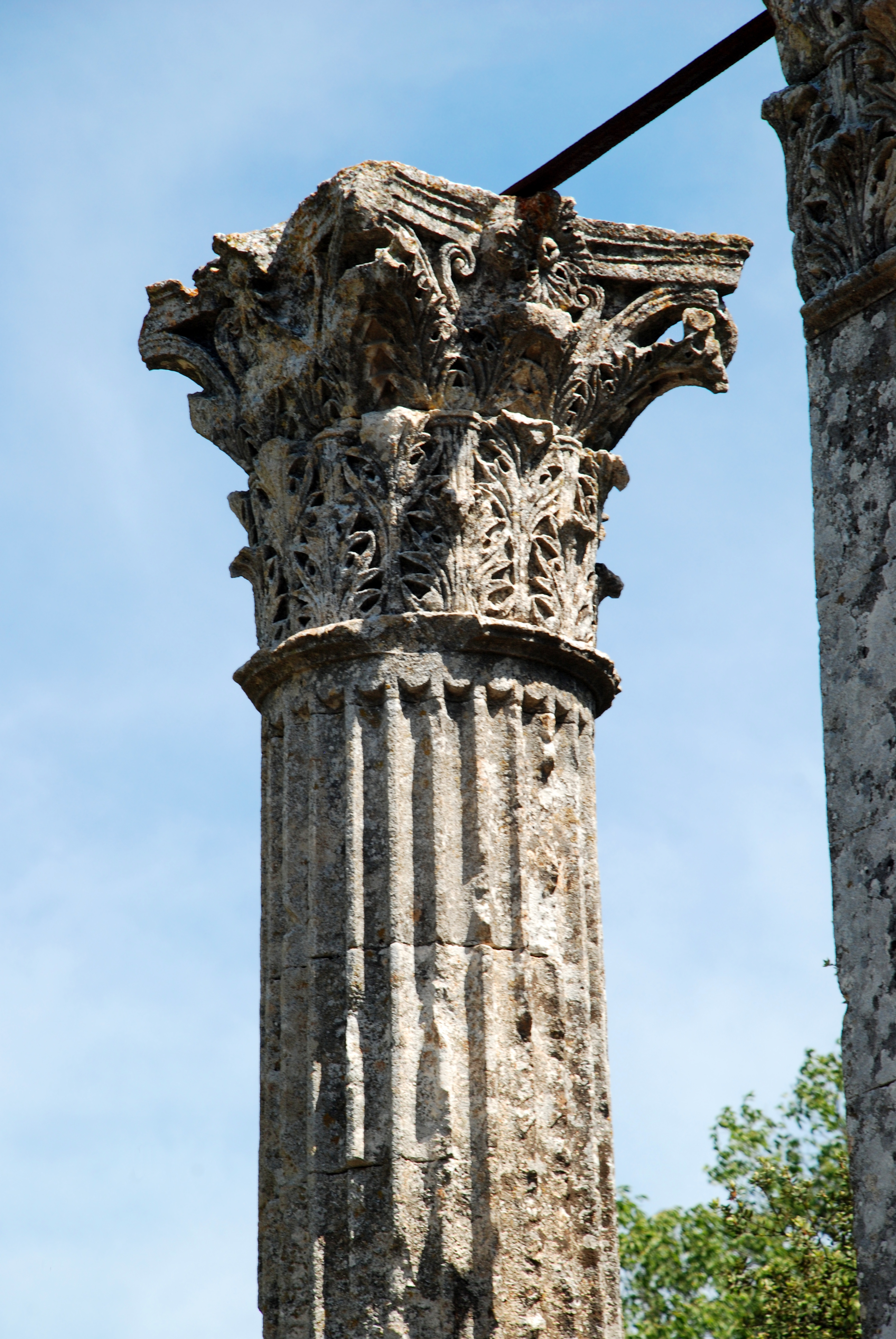
Säulenkapitell
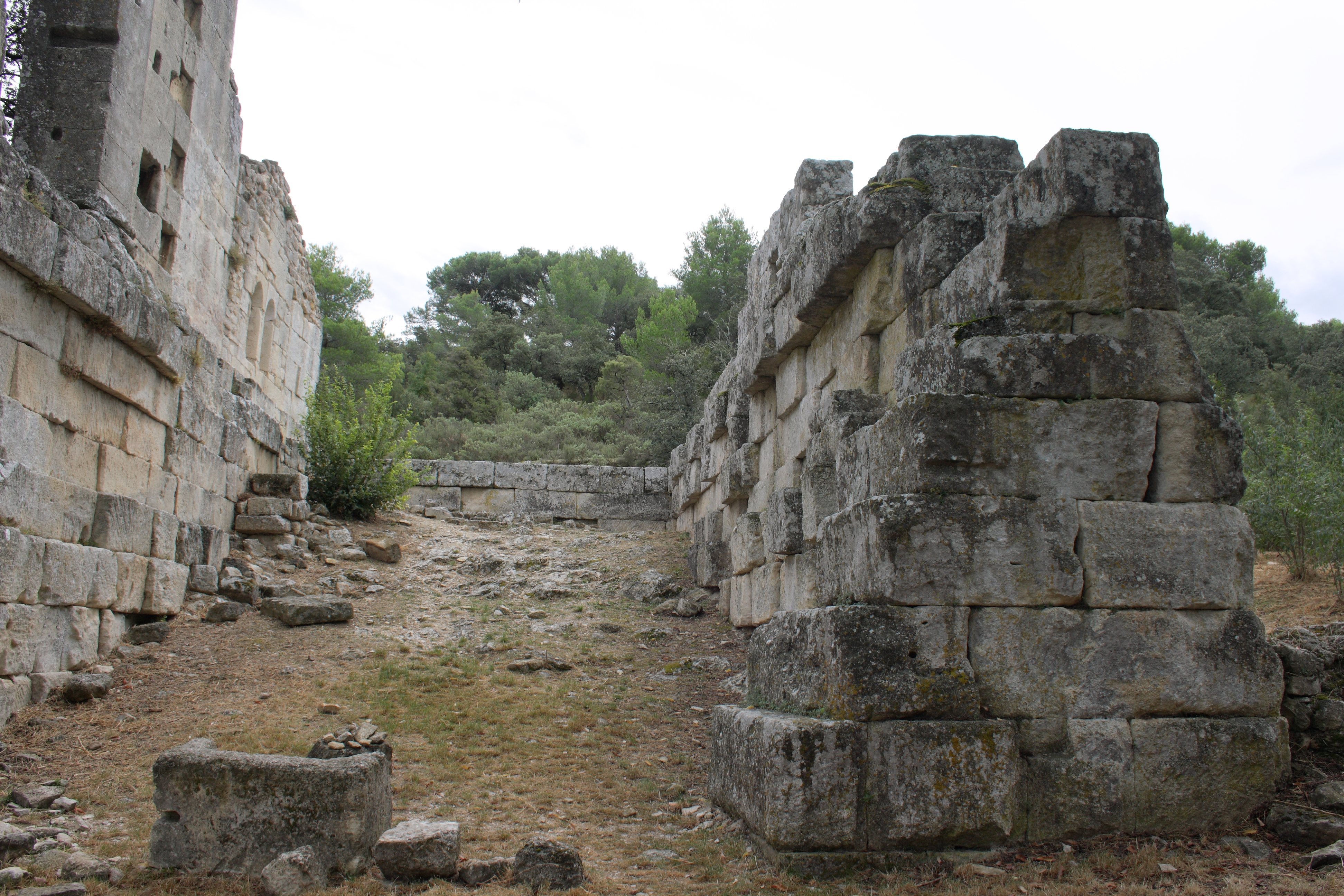
Blick in das Podium des Tempels von Norden